# Джеймс Павелчик
Джеймс Антъни Павелчик (на английски: James Anthony Pawelczyk) е американски учен и астронавт на НАСА, участник в един космически полет.

## Образование
Джеймс Павелчик завършва колежа Central High School Elma, Ню Йорк през 1978 г. През 1982 г. се дипломира като бакалавър по биология в университета на Рочестър, Ню Йорк. През 1985 г. става магистър по физиология в щатския университет на Пенсилвания. През 1989 г. защитава два доктората: по биология и физиология в университета на Северен Тексас. От 1992 г. работи като постдокторален изследовател в медицинския център на Тексас.

## Служба в НАСА
Джеймс Павелчик е избран за астронавт от НАСА на 6 август 1990 г., Група SLS-2. Взима участие в един космически полет.

### Полети
| Космически полет на Джеймс Антъни Павелчик                       | Космически полет на Джеймс Антъни Павелчик | Космически полет на Джеймс Антъни Павелчик | Космически полет на Джеймс Антъни Павелчик | Космически полет на Джеймс Антъни Павелчик | Космически полет на Джеймс Антъни Павелчик | Космически полет на Джеймс Антъни Павелчик |
| №                                                                | Дата                                       | КК                                         | Емблема на мисията                         | Функции                                    | Продължителност                            |                                            |
| ---------------------------------------------------------------- | ------------------------------------------ | ------------------------------------------ | ------------------------------------------ | ------------------------------------------ | ------------------------------------------ | ------------------------------------------ |
| 1                                                                | 17 април 1998                              | „Колумбия“, мисия STS-90                   |                                            | Специалист по полезния товар               | 15 денонощия 21 часа 50 минути 58 сек.     |                                            |
| Сумарно време в космоса – 15 денонощия 21 часа 50 минути 58 сек. |                                            |                                            |                                            |                                            |                                            |                                            |

## Награди
- Медал на НАСА за участие в космически полет (1998).